# Al Shindagha
Al Shindagha (árabe: الشندغة), a veces escrito Al Shindagah o Al Shindaga, es un barrio en el centro tradicional de la ciudad de Dubai en los Emiratos Árabes Unidos. Ha sido objeto de importantes obras de restauración para revitalizar la zona histórica y sus edificios.
De 1912 a 1958, el entonces gobernante de Dubai, el jeque Saeed bin Maktoum, vivió en la zona. Su residencia reconstruida en Al Shindagha está ahora abierta al público como museo. Limita con la localidad de Bur Dubai al sur y con Puerto Rashid al oeste. El Dubai Creek corre a lo largo de la periferia occidental del distrito.
El túnel Al Shindagha sirve como conector más al norte entre las localidades de Bur Dubai y Deira.

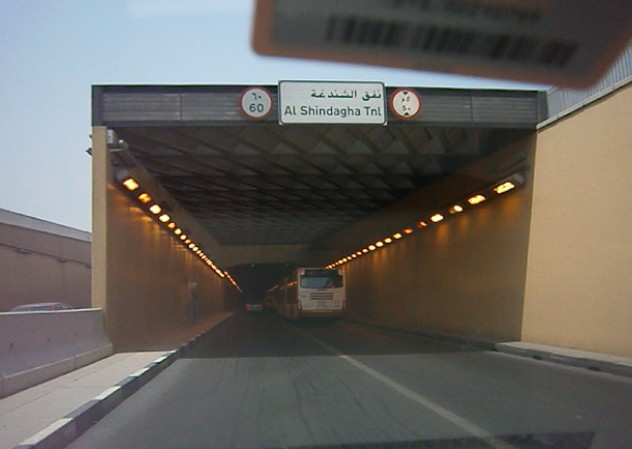
Túnel de Al Shindagha